# Mutatio
A la Roma antiga, una mutatio (en llatí plural mutationes) era una parada o establiment situat en una calçada romana, per descansar i donar servei als animals que s'utilitzen com a transport. Les mutationes era el lloc per canviar de cavalls i prendre altres de refresc, així com per efectuar les reparacions necessàries en el vehicle.
Quan August va crear l'Imperi romà, va establir un Sistema Postal Imperial, segons diu Suetoni, que amb uns missatgers, anomenats speculatores, feia arribar els enviaments d'estació en estació. Durant la República, els correus s'havien anomenat tabellarii.
Les estacions (stationes) on s'aturaven els correus i els viatgers es dividien en mansiones i mutationes. Les mansiones eren llocs on els viatgers passaven la nit i descansaven, on hi havia fondes (deversorium, caupona, hospitium, taberna), o s'hi podien aturar per refrescar-se. Sovint també hi havia cases (palatia) per allotjar els governadors provincials, o al mateix emperador, si passava per aquell camí. Normalment hi havia quatre o cinc mutationes entre cada mansio. Es trobaven cada 12-18 milles romanes. En aquests complexos, el conductor podia adquirir els serveis per ajustar les rodes, el carro, aconseguir les medicines o un veterinari per als seus animals, donar descans i avituallament, o per al canvi de cavalleries.
Usant aquestes estacions, i fent relleu de carros, l'emperador Tiberi va recórrer 300 milles en 24 hores per visitar el seu germà Drus el Vell, que s'estava morint de gangrena després de la caiguda des d'un cavall.

## Altres tipus d'estacions al llarg de les calçades romans
- Mansio

- Caupona

- Taverna